# Inzemont
Inzemont est un hameau belge de l'ancienne commune de Hastière-Lavaux, situé dans la commune de Hastière en province de Namur (Région wallonne de Belgique).
Inzemont est situé au sommet du versant gauche de la Meuse, sur une position dominante balayée par les vents, et est articulé le long de deux rues. Maisons et petites fermes en long édifiées en calcaire et grès. Un très bel abreuvoir est à découvrir.